# Urál-altaji nyelvcsalád

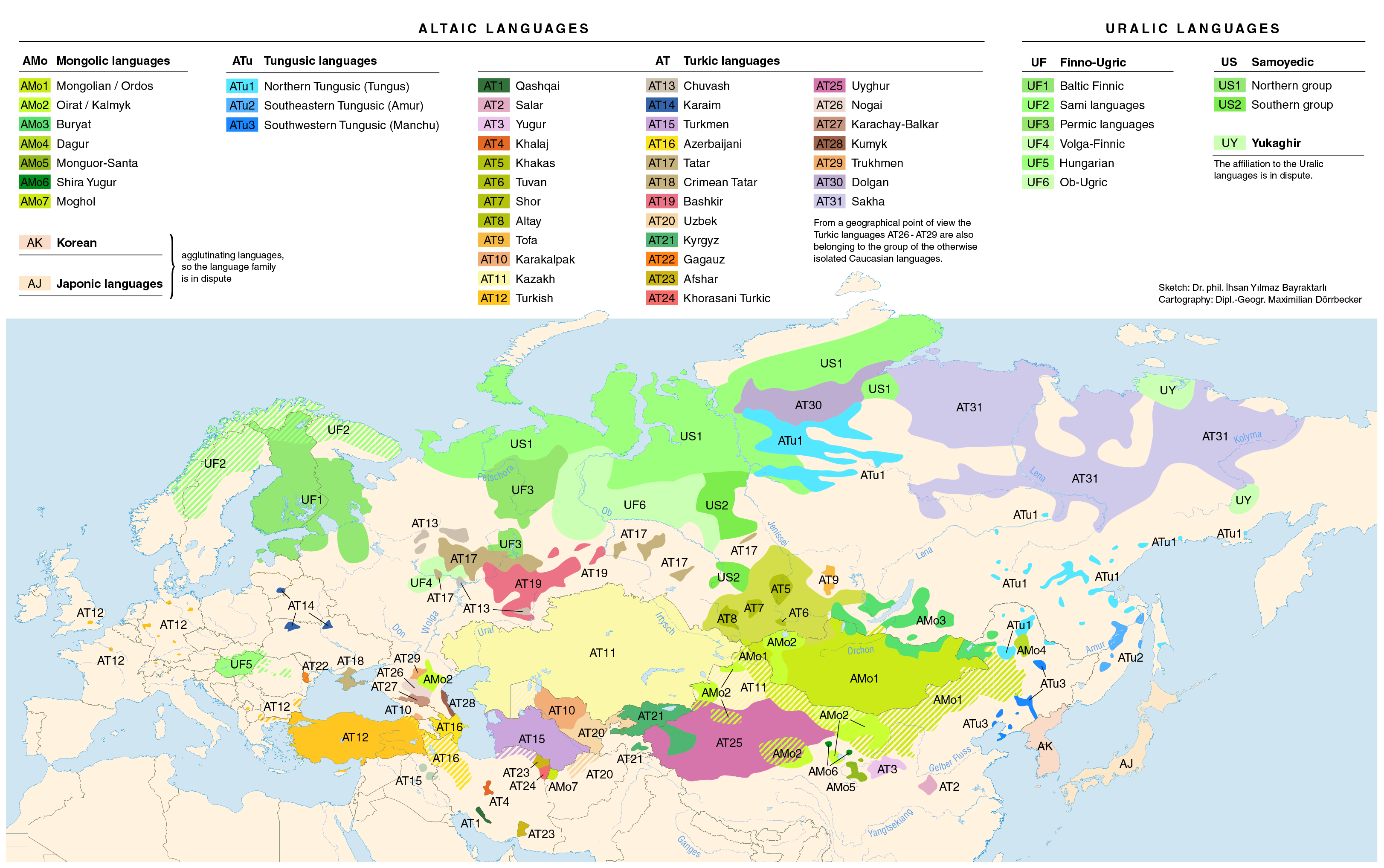
Az urál-altaji nyelvcsalád nyelveinek földrajzi kiterjedése (angol nyelvű jelkulccsal)

 Az urál-altaji nyelvcsalád vagy régebbi közkedvelt nevén turáni nyelvcsalád a nyelvcsaládok egy feltételezett tágabb csoportja. Két nyelvcsaládot és ezen belül öt fő nyelvcsoportot sorolnak ide:
- Uráli nyelvcsalád:
  - Finnugor nyelvek
  - Szamojéd nyelvek
- Altaji nyelvcsalád:
  - Török nyelvek
  - Mongol nyelvek
  - Mandzsu-tunguz nyelvek

Egyes elméletek ide sorolják a japán nyelvet és a koreai nyelvet, a két nagy távol-keleti ragozó nyelvet is.

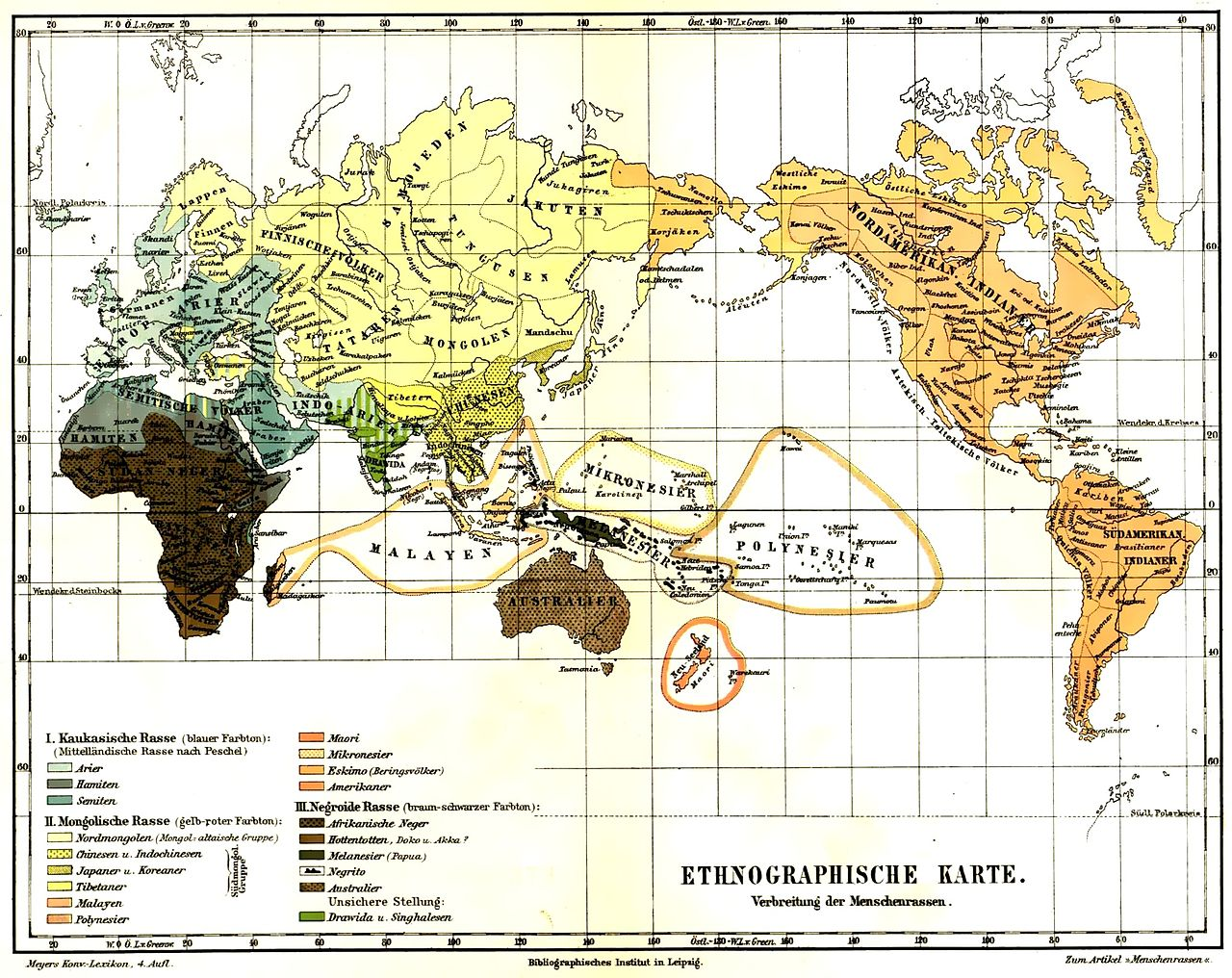
Az Ural-Altáji hipotézis nemzetek rasszok alapján való besorolására is nagy hatást gyakorolt (Lásd: Magyarország: Mongoloid-Altaji)

## Makrocsaládok
Számos nyelvész az urál-altaji nyelvek kategóriájánál nagyobb makrocsaládok létezését is megalapozottnak tartja. Az uráli nyelvcsalád és az indo-európai nyelvcsalád közötti névmásragozási és egyéb szókincsbeli hasonlóságokra már régen felfigyeltek a kutatók. Ez alapján beszélnek uráli-indoeurópai nyelvcsaládról is, továbbá az indo-európai, uráli, jukagir és altaji kategóriába sorolható nyelveket (itt a japán, koreai és ainu nyelveket is beleértve) együtt tartalmazó eurázsiai nyelvcsaládról is. A nosztratikus nyelvcsalád elmélete az eurázsiai nyelvcsaládba sorolható nyelveken kívül további nyelvcsaládokra is kiterjeszti a tágabb rokonság körét, mint az indiai dravida nyelvcsalád, az afroázsiai nyelvcsalád, a paleoszibériai nyelvcsalád (ezzel az amerikai földrészre is kiterjesztve a nyelvcsaládot), egyes kaukázusi nyelvek, továbbá az ókori sumer nyelv és etruszk nyelv. Mivel ezen Eurázsiai szuper nyelvcsalád elmélet szerint minden Európában és Ázsiában beszélt nyelv rokon egymással, így egyes vélemények alapján ez jelentheti a sumer–magyar és az etruszk–magyar nyelvrokonítás elméleti alapját.
Mások vitatják a közös eredetet és a hasonlóságokat csupán a történelmi érintkezések során bekövetkezett nyelvi kölcsönhatással magyarázzák.

## Tudományos elfogadottság
Az uráli és az altaji nyelvcsaládokba sorolható nyelvek közötti hasonlóságokra már a 19. században felfigyeltek a kutatók. Az ugor-török háború néven elhíresült vita során is lényegében a magyar nyelv finnugor rokonságának kizárólagossága (ezt hirdették a finnugristák, pl. Budenz József és Hunfalvy Pál), valamint a magyar nyelv kettős, azaz finnugor és török rokonsága melletti érvek (ezt képviselte a török oldal, pl. Vámbéry Ármin) álltak szemben egymással. A finnugrista összehasonlító nyelvészek nagy része a török nyelvekkel való rokonságot, a közös eredetet, de még a nyelvkeveredés vagy nyelvi összeolvadás elvi lehetőségét is mereven elutasította, és ragaszkodott a bináris családfa-modellhez. Az eltelt idő tudományos fejlődése azonban rámutatott, hogy Vámbéry számos tekintetben sokkal közelebb járt az igazsághoz, mint a finnugristák, s az uráli/finnugor történeti nyelvészet is igen komoly átalakuláson ment át. Az ugor–török háború tehát nem a finnugor oldal "győzelme" okán halkult el a 19. században, hiszen az uráli-altaji nyelvcsalád kategória létezése (és ezzel az uráli és az altaji nyelvek közötti nyelvrokonság ténye) az 1960-as évekig széles körben elfogadott volt. Az urál-altaji nyelvcsalád elméletét mára modernebb elméletek (eurázsiai, nosztratikus makrocsaládok) váltották fel, amelyeknek szintén része az uráli és az altaji nyelvek rokonsága. A makrocsaládok mellett érvelő tudósok szerint a bináris modell szerinti klasszikus nyelvcsaládokon átívelő hasonlóságok túl nagyszámúak és szabályosak ahhoz, hogy pusztán véletlenszerű nyelvi kölcsönhatásokról legyen szó. Az elméletet szintén támogatják a személyes névmások szabályszerű hasonlóságai: ezek a nyelv olyan ősi elemei, amelyek a legnehezebben változnak, tehát két nyelv személyes névmásai közötti hasonlóságok nem magyarázhatók kölcsönzésekkel. A makrocsaládok elméletének helyessége mellett szól az is, hogy a hipotézis helyességét a közelmúltban statisztikai módszerekkel is sikerült alátámasztani.
A történeti nyelvészek egy része nem tartja eléggé megalapozottnak a makrocsaládok elméletét. Sőt, vannak, akik még az altaji nyelvcsalád létezését is kétségbe vonják, nem találván elegendő nyelvészeti bizonyítékot a török nyelvek, a mongol nyelv és a mandzsu-tunguz nyelvek közös eredetére sem. Mások az uráli kategória valós voltában is kételkednek, mivel úgy látják, hogy az egyes uráli nyelveken belüli csoportok nem állnak egymással közelebbi rokonságban, mint egyes, altajiként besorolt nyelvekkel. A probléma abból adódik, hogy nincs tudományos konszenzus annak tekintetében, hogy mennyi közös elemnek kell jelen lennie egy feltételezett nyelvcsalád alapszókincsének mekkora részében, továbbá ezeknek egyszerre hány nyelvben kellene előfordulniuk ahhoz, hogy a nyelveket közös eredetűnek tekintsük. Az sem tisztázott, hogy a nyelvtani és  nyelvszerkezeti párhuzamoknak mekkora jelentősége van annak megítélésében, hogy két nyelv egy nyelvcsaládba tartozik-e. A specificitás kérdését (azaz a kimutatott párhuzamok valóban csak az adott nyelvekre vonatkoznak, vagy pedig jelen vannak egy sokkal nagyobb csoportban is) szintén nem mindig vizsgálják vagy veszik figyelembe. A nyelvek közötti areális kölcsönhatások szintén bonyolítják a képet, így a nyelvek kategóriákba sorolása során meghúzott határok valamilyen szinten mindig mesterségesek. Éppen ezért képezi folyamatos tudományos vita tárgyát ezek jogossága, a finnugor elmélet esetében ugyanúgy, mint a makrocsaládok esetében is.
Az urál-altaji, mint valós kategória elfogadhatóságának kérdését az döntené el, ha a kutatók bemutatnák, hogy a többi eurázsiai nyelvhez képest egymással közelebbi kapcsolatokat mutatnak, viszont az alatta lévő kategóriákhoz képest távolabbiakat. Ilyen kutatásokat eddig nem végeztek, és a jelenleg folyó kutatások sem erre irányulnak. Enélkül viszont a kategória jogossága nem is igazolható, de nem is vethető el kétséget kizáróan.

## A rokonítás alapjai

### Nyelvszerkezeti hasonlóságok
A feltételezett urál-altaji nyelvcsaládot alkotó nyelvek és nyelvcsaládok rokonításának alapja ezen nyelvek feltűnő nyelvszerkezeti hasonlósága (más eurázsiai vagy nosztratikus makrocsaládba sorolt családokhoz képest is). Az urál-altaji nyelvcsaládba sorolt valamennyi nyelvre jellemzőek a következő vonások:
- Ragozó szerkezet (agglutináció)
- Magánhangzó-harmónia.
- Mássalhangzó-torlódás kerülése.
- Dinamikus hangsúlyozás hiánya.
- Nyelvtani nemek hiánya.
- Tulajdonragok használata.
- A főnév és melléknév, illetve számnév nyelvtani egyeztetésének hiánya.

### Alapszókincsbeli hasonlóságok
Két vagy több nyelv rokonsága (azaz egy nyelvcsalád-kategória létezésének jogossága) akkor igazolható, ha sikerül szabályszerű hasonlóságokat találni az alapszókincs egyes elemei között (így ezen szavak visszavezethetők egy közös protonyelvi állapotra).
Poppe (1983) szerint az alábbi szabályos hangmegfelelések mutathatók ki az uráli és az altaji nyelvek között:
- szókezdől bilabiális: uráli *p- = altaji *p- (> török és mongol *h-)
- szibilánsok: uráli *s, *š, *ś = altaji *s
- nazális hangok: uráli *n, *ń, *ŋ = altaji *n, *ń, *ŋ (török szókezdő *n-, *ń- > *j-; mongolban *ń(V) > *n(i))
- folyékony mássalhangzók (likvidák): uráli *-l-, *-r- = altaji *-l-, *r-

Az urál-altaji nyelvek között elsősorban a személyes névmások (melyek párhuzamai még nagyobb makrocsaládokon is átívelnek) és a személyragok mutatnak hasonlóságot. Ezek a nyelvek alapszókincsének olyan ősi elemei, amelyek a legnehezebben változnak, szabályszerű hasonlóságaik tehát nem vagy csak igen nehezen magyarázhatók kölcsönzésekkel.
| Magyar | Uráli | Uráli | Török | Török   | Török | Mongol |
| Magyar | Finn  | Észt  | Török | Türkmén | Tatár | Mongol |
| ------ | ----- | ----- | ----- | ------- | ----- | ------ |
| én     | minä  | mina  | ben   | men     | min   | bi     |
| te     | sinä  | sina  | sen   | sen     | sin   | chi    |
| ő      | hän   | tema  | o     | ol      | ul    | ter    |
| mi     | me    | meie  | biz   | biz     | bez   | bid    |
| ti     | te    | teie  | siz   | siz     | sez   | ta     |
| ők     | he    | nemad | onlar | olar    | alar  | ted    |

A számnevek viszonylag kevés hasonlóságot mutatnak, megjegyzendő azonban, hogy ezek még az egyes altaji nyelvcsoportok között is jelentősen különbözhetnek, valamint az uráli nyelvek számnevei között is jóval kevesebb párhuzam figyelhető meg, mint amilyen pl. az egyes indo-európai nyelvek számnevei között kimutatható .
| Számnév |           | Uráli     | Uráli      | Török  | Mongol            | Tunguz       |
| Számnév | Magyar    | Finn      | Nyenyec    | Ótörök | Klasszikus mongol | Proto-Tunguz |
| ------- | --------- | --------- | ---------- | ------ | ----------------- | ------------ |
| 1       | egy       | yksi      | ŋob        | bir    | nigen             | *emün        |
| 2       | kettő/két | kaksi     | śiďa       | iki    | qoyar             | *džör        |
| 3       | három     | kolme     | ńax°r      | üč     | ɣurban            | *ilam        |
| 4       | négy      | neljä     | ťet°       | tört   | dörben            | *dügün       |
| 5       | öt        | viisi     | səmp°ľaŋk° | beš    | tabun             | *tuńga       |
| 6       | hat       | kuusi     | mət°ʔ      | altı   | irɣuɣan           | *ńöŋün       |
| 7       | hét       | seitsemän | śīʔw°      | yeti   | doluɣan           | *nadan       |
| 8       | nyolc     | kahdeksan | śid°nťet°  | säkiz  | naiman            | *džapkun     |
| 9       | kilenc    | yhdeksän  |            | toquz  | yisün             | *xüyägün     |
| 10      | tíz       | kymmenen  | yūʔ        | on     | arban             | *džuvan      |

Megfigyelhető a hasonlóság a magyar három és a mongol ɣurban alak között. Róna-Tas András szerint a közös eredet lehetősége mellett számos egyéb alternatíva is szóba jön.
A nosztratikus, valamint az eurázsiai nyelvcsalád közös alapszókincsének kutatása során számos egyéb szót találtak a nyelvészek az uráli és az altaji nyelvekben, amelyeknél felmerül a közös eredet lehetősége, ezek meg is találhatók az ezen nyelvekkel foglalkozó adatbázisokban, illetve szólistákban is, de ma már legtöbbször a tágabb kategóriák (nosztratikus és eurázsiai), mintsem az urál-altaji nyelvcsalád melletti bizonyítékokként tárgyalják őket. Példák az uráli és altaji nyelvek alapszókincsében fellelhető, feltételezhetően közös eredetű szavakra (a személyes névmásokon felül):
| Magyar           | Finn                            | Proto-uráli (rekonstruált) | Török                         | Proto-altaji (rekonstruált)           | Swadesh-lista sorszám | Forrás        |
| ---------------- | ------------------------------- | -------------------------- | ----------------------------- | ------------------------------------- | --------------------- | ------------- |
| ki, aki          | kuka, ken                       | *ku-, *ko-, *ke, *ki       | kim                           | *kim, *k`a(j)                         | 11.                   | [ 34 ]        |
| sok              | paljon, moni                    | *čokkV, *čukkV,            | çok                           | *čok, *č`ako                          | 18.                   | [ 35 ]        |
| más              | muu, toinen                     | *mu                        | başka                         | *bu(-n)                               | 21.                   | [ 36 ]        |
| három            | kolme                           | *kolme, *kulme             | üç                            | *gu-                                  | 24.                   |               |
| könnyű           | kevyt, helppo                   | *kEnV                      | kolay                         | *k`ĕ̀ńó                                | -                     | [ 37 ]        |
| kicsi, kis       | pieni                           | *känčV, *käč3              | küçük                         | *k`ič`V ( ~ -č-)                      | 32.                   | [ 38 ]        |
| fi, fiú          | poika                           | *pojka                     | çocuk                         | *póju                                 | 39.                   | [ 39 ]        |
| anya             | äiti                            | *ańa                       | anne, ana                     | *ĕ́ńa                                  | 42.                   | [ 40 ]        |
| apa, atya        | isä (apa), appi (após)          | *appe                      | baba, ata                     | *áp`a, *ĕ́t`è                          | 43.                   | [ 41 ]        |
| hal              | kala                            | *kala                      | balık                         | *kal-, *k`ùla                         | 45.                   | [ 42 ]        |
| tetű             | täi                             | *täje                      | bit                           | *t`ijV                                | 48.                   | [ 43 ]        |
| féreg            | madot                           | *perkV, *perkkV            | solucan, kurt                 | *p`i̯ári                               | 50.                   | [ 44 ]        |
| fa               | puu                             | *puwe, *pajV , *pojV       | ağaç                          | *p`[i̯ū̀]ju                             | 51.                   | [ 45 ]        |
| levél            | lehti                           | *lEpV, *lepV               | yaprak                        | *li̯àp`[a]                             | 56.                   | [ 46 ]        |
| kéreg, héj       | kuori                           | *kere, *kärnä              | kabuk                         | *k`éjŕa                               | 58.                   | [ 47 ]        |
| bőr              | iho, nahka                      | *perV                      | burqɨ                         | *pi̯óro(-k`V), *pĕ́rV                   | 62.                   | [ 48 ]        |
| haj              | kalki, kaljeri, hiukset (tbsz.) | *kalke                     | kıl                           | *k`ĭ́la                                | 71.                   | [ 49 ]        |
| fej, fő          | pää                             | *päŋe                      | baş, kafa                     | *pi̯ànà ( ~ *p`-), *p`ḕjk`V            | 72.                   | [ 50 ]        |
| hónalj           | kainalo                         | *konV, *kana, *kaŋla       | kojɨn                         | *k`òbàni                              | -                     | [ 51 ]        |
| nyak             | kaula                           | *ńOkkV                     | boyun                         | *ni̯ăke                                | 87.                   | [ 52 ]        |
| máj              | maksa                           | *maksa                     | baɣɨr                         | *mék`ù, *pi̯ā̀ki, *biagɨr               | 91.                   | [ 53 ]        |
| lép              | perna                           | *läppV                     | dalak                         | *li̯ap`V                               | -                     | [ 54 ]        |
| iszik            | juoda                           | *jëxe-                     | içmek                         | *ič`i                                 | 92.                   |               |
| szopik, emlik    | imeä                            | *ime, *ǝm                  | emmek                         | *emV, *ami                            | 95.                   | [ 55 ]        |
| fúj              | puhaltaa                        | *pušV                      | üflemek                       | *p`učV ( ~p-,-o-)                     | 98.                   | [ 56 ]        |
| hall             | kuulla                          | *kule                      | kulak (= fül)                 | *k`ū̀jlu ( ~ -o)                       | 102.                  | [ 57 ]        |
| tud              | tuntea                          | *tumte                     | tanɨ-                         | *t`ănŋV, *t`uŋe                       | 103.                  | [ 58 ]        |
| fél (valamitől)  | pelätä                          | *pele                      | belin                         | *p`i̯ŭ̀ri, *pĕ́ŕe ( ~ -i), *bele ( ~ -o) | 106.                  | [ 59 ]        |
| hal (meghal), öl | kuolla                          | *kola                      | ölmek, öldürmek               | *ŏli ( ~ -e)                          | 109, 110.             | [ 60 ] [ 61 ] |
| csap             | lyödä                           | *ćappV, *čappV             | čap- (=támad, rabol)          | *č`ăp`a ( ~ -u, -i)                   | 113.                  | [ 62 ]        |
| szel             | sali-                           | *śale                      | čal-                          | *č`àlù                                | 114.                  | [ 63 ]        |
| hasad, hasít     | halkaista                       | *käćV-, *kaćV              | kesmek (=vág)                 | *k`ắsi                                | 114-115.              | [ 64 ]        |
| szakad, szakít   | sukku                           | *śakkV, *śukkV             | sök-                          | *soke ( ~ -i̯u-, -k`-), *sàk`a         | 115.                  | [ 65 ]        |
| úszik            | uida                            | *uje, *oje                 | yüzmek                        | *òje                                  | 119.                  | [ 66 ]        |
| fekszik          | maata                           | *päkkV                     | yatmak, uzanmak               | *p`ok`e                               | 123.                  | [ 67 ]        |
| pörög, forog     | pyöriä                          | *pOrkV, *pOrɣV             | dönmek                        | *p`i̯áru                               | 126.                  | [ 68 ]        |
| ad               | antaa                           | *amta-                     | vermek                        | *i̯ā́t`a ( ~ -t-)                       | 128.                  | [ 69 ]        |
| tol, tűz?        | työntää                         | *tekV                      | tɨka-                         | *t`ĭ́[k`]ù                             | 135.                  | [ 70 ]        |
| homok, hó        | hiekka                          | *kumV                      | kum                           | *ki̯umo                                | 157.                  | [ 71 ]        |
| por              | pöly                            | *pora                      | toz                           | *bŏ́ru (~ -a,-o)                       | 158.                  | [ 72 ]        |
| felhő, felleg    | pilvi                           | *pilwe, *pilŋe             | bulut                         | *bŭlu ( ~ -a, -o)                     | 160.                  | [ 73 ]        |
| köd              | sumu                            | *kintV, *küntV, *kuδV      | sis                           | *k`ĕdò                                | 161.                  | [ 74 ]        |
| hó               | lumi                            | *kumV                      | kar                           | *k`i̯ā́ra ( ~ -i̯ō-)                     | 164.                  | [ 75 ]        |
| tűz              | tuli                            | *tüɣV-tV, *tüwV-tV, *tule  | od, ateş                      | *t`oge                                | 167.                  | [ 76 ]        |
| hamu             | tuhka, poro                     | *kuδ́mV                     | kül                           | *k`uli ( ~ -e)                        | 168.                  | [ 77 ]        |
| sárga, szürke    | keltainen                       | *ćerV                      | sarı                          | *si̯ā̀jri, *si̯ū́jro                      | 174.                  | [ 78 ]        |
| izzik, meleg     | lämmin                          | *äsV-                      | sıcak, ılık                   | *ɨsɨg, *isig                          | 180.                  | [ 79 ]        |
| hideg            | kylmä                           | *konta                     | soğuk, serin (cold vs. fresh) | *k`i̯ójŋo                              | 181.                  | [ 80 ]        |
| tele             | täysi                           | *täwδe                     | dolu, doj-                    | *tōl-, *t`odV                         | 182.                  | [ 81 ] [ 82 ] |
| kerek, kör       | pyöreä                          | *kerä                      | yuvarlak, toparlak            | *k`erV ( ~ -ŕ-), *k`ulo               | 190.                  | [ 83 ]        |
| daru             | kurjet                          | *tarV-kV, *tarkV           | turna                         | *tùru                                 | -                     | [ 84 ]        |
| hód              | majavat                         | *kuntV, *kumtV             | kunduz                        | *ki̯ằmù                                | -                     | [ 85 ]        |
| fűz              | pajut                           | *pećV                      | söğüt                         | *p`úč`í ( ~ -o-)                      | -                     | [ 86 ]        |
| tő (töv-), tönk  | tyvi                            | *tiŋe (*tüŋe)              | sap                           | *t`umgi ( ~ -e)                       | -                     | [ 87 ]        |
| süly             | syylä                           | *ćikl( ́)ä, *ćükl( ́)ä       | sigil                         | *si̯òge                                | -                     | [ 88 ]        |

A magyar és a török nyelv közötti párhuzamokat a finnugor nyelvészek gyakran szókölcsönzéssel magyarázzák, megjegyzendő azonban, hogy pl. a személyes névmások esetén a kölcsönzés lehetősége igen valószínűtlen. Szintén valószínűtlen a kölcsönzés a török nyelvekkel nem, más altaji nyelvekkel azonban rokonítható szavak esetén; továbbá azon szavak esetében is, amelyek mindkét nyelvcsalád számos nyelvében megfeleltethetők egymásnak. A legtöbb etimológiai szótár vagy lista ezeket egyszerűen uráli vagy finnugor eredetűnek tünteti fel, az altaji megfelelőiket meg sem említve, és ezzel meglehetősen túlegyszerűsítve a problémát.

### Közös őstörténet
Az uráli és altaji nyelvek beszélői óriási területen szóródtak szét a történelem folyamán a Távol-Kelettől a Kárpát-medencéig. A közös eredet hipotézisét a nyelvszerkezeti hasonlóságok mellett támogatják az évezredekre visszanyúló hasonló kulturális vonások is. (Turáni elmélet.)

## Külső hivatkozások
magyarul:
- A Nyelv és Tudomány cikke a finnugor és a török nyelvek közös vonásairól

angolul:
- Urál-altaji nyelvek
- Urál-altaji nyelvrokonság
- Uráli-indoeurópai nyelvi hasonlóságok
- Evolution of Human Languages
- Etimológiai szótár
- "The 'Ugric-Turkic battle': a critical review" by Angela Marcantonio, Pirjo Nummenaho, and Michela Salvagni (2001)
- Review of Marcantonio (2002) by Johanna Laasko